# Торре-ду-Терренью
Торре-ду-Терренью (порт. Torre do Terrenho)  —  район (фрегезия) в Португалии,  входит в округ Гуарда. Является составной частью муниципалитета  Транкозу. По старому административному делению входил в провинцию Бейра-Алта. Входит в экономико-статистический  субрегион Бейра-Интериор-Норте, который входит в Центральный регион. Население составляет 211 человек на 2001 год. Занимает площадь 14,03 км².
Покровительницей района считается Дева Мария (порт. Nossa Senhora das Dores). 